# Gărzile Patriotice (România)

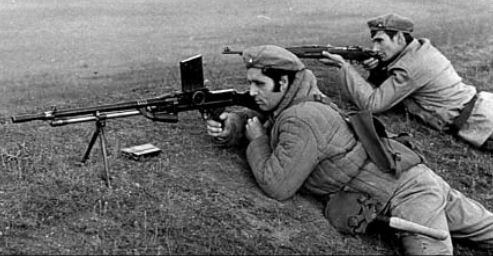
Instrucția Gărzilor Patriotice.

Gărzile Patriotice (alternativ: Formațiunile de Luptă Patriotică-F.L.P.) au fost niște formațiuni paramilitare românești înființate în perioada regimului comunist, având scopul de a asigura o apărare suplimentară în cazul unui atac extern.

## Istoric

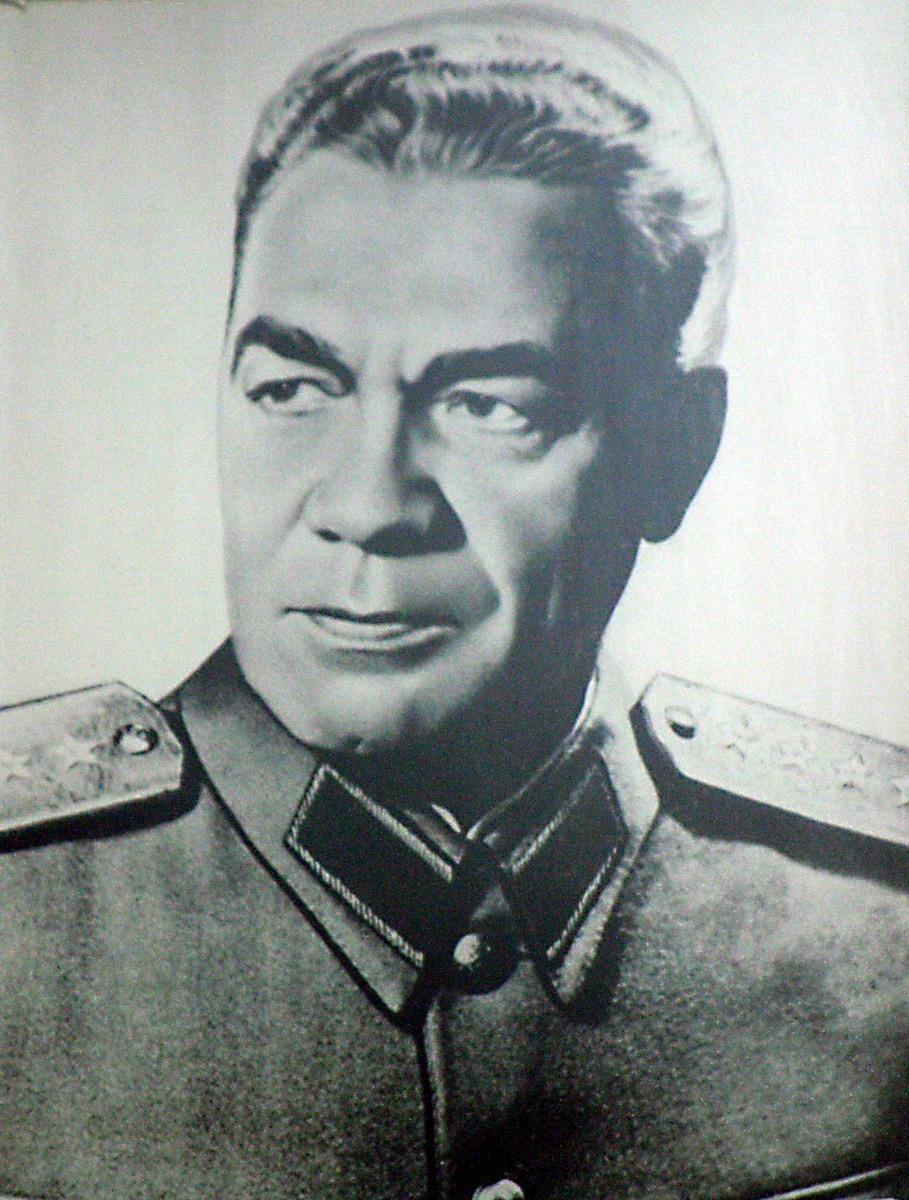
Emil Bodnăraș, comandant al Gărzilor de Apărare Patriotică.

Ideea formațiunilor Gărzilor Patriotice este de sorginte sovietică. Deși Gărzile Patriotice moderne au fost create în 1968 de Nicolae Ceaușescu, primele grupuri de muncitori comuniști înarmați datează din vara anului 1944. Dezvoltând nucleul muncitorilor care l-au preluat pe mareșalul Ion Antonescu după arestarea sa din ziua de 23 august 1944, P.C.d.R. a decis înființarea, în septembrie 1944, a Gărzilor de Apărare Patriotică. Pregătirea și organizarea acestor formațiuni s-a făcut sub supravegherea serviciilor de securitate sovietice NKGB, iar comanda lor i-a fost încredințată lui Emil Bodnăraș. Printre membrii Gărzilor se aflau și deținuți de drept comun sau foști legionari convertiți la comunism în urma negocierilor dintre Nicolae Petrașcu, Teohari Georgescu și Ana Pauker. De câte ori era necesar, Gărzile de Apărare Patriotică primeau sprijin logistic și de la Comandamentul Sovietic.
Prin intermediul Gărzilor, comuniștii au preluat curând controlul asupra comitetelor de uzină alese în mod democratic din principalele fabrici din țară, obligându-i prin amenințări pe muncitori să aleagă conduceri noi, alcătuite din reprezentanți ai Frontului Național Democrat (F.N.D.). Noile comitete au acaparat apoi cantinele muncitorești și întregul proces de raționalizare a hranei de după război, astfel încât o mare parte a industriei a ajuns în mâinile F.N.D.
De asemenea, Gărzile de Apărare Patriotică erau un paravan ideal pentru instruirea agenților care urmau să fie infiltrați în forțele de poliție și în Serviciul Special de Informații după preluarea Ministerului Afacerilor Interne de către comuniști. Acest lucru s-a întâmplat pe 6 martie 1945, odată cu instalarea primului guvern Petru Groza. 
Gărzile de Apărare Patriotică erau utilizate de comuniști și ca grupuri de bătăuși care aveau rolul să împrăștie manifestările organizate de partidele democrate și să-i terorizeze pe membrii acestora. Marea manifestație organizată la București, în 8 noiembrie 1945, de către sprijinitorii democrației, monarhiei și ai Regelui Mihai, a fost împrăștiată de comuniști cu ajutorul camioanelor cu muncitori, printre care se aflau și membri ai Gărzilor de Apărare Patriotică, înarmați cu bâte și alte obiecte contondente.
La 15 ianuarie 1945, prim-ministrul de atunci, generalul Rădescu, a ordonat dizolvarea Gărzilor de Apărare Patriotică, însă Teohari Georgescu și Emil Bodnăraș au ignorat acest ordin. Formațiunile comuniste au fost desființate abia după desăvârșirea procesului de sovietizare a României.

## Înființare
Gărzile Patriotice moderne au fost fondate în 1968, după discursul de la București, din 21 august, prin care liderul comunist român Nicolae Ceaușescu a condamnat public înăbușirea Primăverii de la Praga de către Uniunea Sovietică și sateliții săi.
La întrunirea de urgență a Comitetului Politic Executiv al Comitetului Central al P.C.R. din dimineața zilei de 21 august 1968, Nicolae Ceaușescu a declarat: „Cred că în situația creată ar fi bine să ne gândim la reînființarea gărzilor muncitorești, ca unități înarmate ale clasei muncitoare, pentru apărarea cuceririlor revoluționare ale poporului nostru [...] Să facem tot gărzi patriotice și la țară”. Solicitarea lui Nicolae Ceaușescu a fost susținută de Petre Lupu, Mihai Dalea și Manea Mănescu, iar Comitetul Executiv al C.C. al P.C.R. a decis „reînființarea gărzilor patriotice înarmate, alcătuite din muncitori, țărani și intelectuali [...] pentru a se asigura munca pașnică a poporului român, independența și suveranitatea națională a patriei”.
În discursul său ținut din balconul clădirii Comitetului Central, Ceaușescu a apelat la sentimentele anti-sovietice ale majorității populației, solicitându-i acesteia să reziste în fața amenințării unei manevre militare sovietice similare împotriva României. Temele naționaliste pe care le-a folosit Ceaușescu au avut un efect imediat în ralierea unor largi pături ale publicului, care a început să se organizeze și să se înarmeze sub conducerea Partidului Comunist Român.

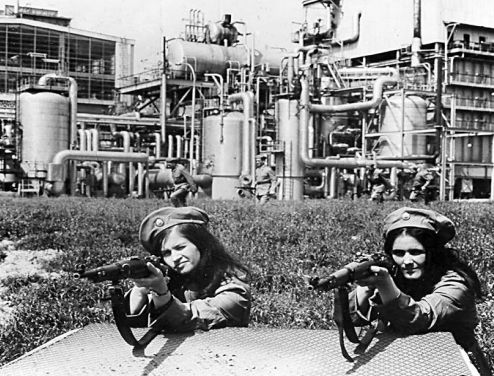
Gărzile Patriotice aveau misiunea să apere infrastructura națională în vreme de război

Deși amenințarea unei invazii a U.R.S.S. dispăruse până la sfârșitul anului, Gărzile Patriotice au rămas un element de bază al structurii comuniste a țării. Ele au devenit un accesoriu permanent al armatei regulate, iar pregătirea militară a fost introdusă obligatoriu pentru toți tinerii și tinerele, în cadrul programului numit Pregătirea Tineretului pentru Apărarea Patriei (prescurtat PTAP). În cazul studenților, acest lucru însemna că în programa școlară erau rezervate ore de trageri cu armamentul și alte cursuri de instrucție. Curând, acestora li s-a adăugat așa-zisa „practică agricolă”, o obligație de a participa un număr de zile la muncile câmpului. Ulterior, această sarcină s-a extins la nivelul liceelor și chiar la anii terminali ai școlilor primare, elevii fiind însoțiți de profesorii lor.
Deși nu mai erau susținute de același entuziasm popular precum la începutul anilor '70, Gărzile Patriotice au rămas principala linie de apărare împotriva amenințării unor eventuale invazii. Ideea unor astfel de amenințări părea să crească în intensitate pe măsură ce regimul se cufunda în izolare internațională, în special după ce Ceaușescu a pierdut sprijinul Blocului occidental, la începutul anilor '80. Din acest moment, Gărzile Patriotice au devenit o parte a aparatului represiv al statului comunist împotriva propriului popor. 
În timpul Revoluției din 1989, Nicolae Ceaușescu a încercat să folosească Gărzile Patriotice împotriva protestatarilor, în special la Timișoara. În „Jurnalul de luptă” al Ministerului Apărării din perioada 16-22 decembrie, căpitanul Benescu consemnează că „în gara Timișoara-Est a sosit un tren cu câteva mii de luptători din Gărzile Patriotice din județele Olt și Dolj, aduși la cererea organelor superioare de partid pentru a reprima «manifestările agresive» ale unor grupuri de cetățeni din Timișoara. Luptătorii nu au coborât din tren, garniturile înapoindu-se în localitățile de unde au venit”.
Cu toate acestea, ritmul evenimentelor și nivelul de ostilitate față de regimul său au dat peste cap planurile lui Ceaușescu. În același „Jurnal de luptă” al Ministerului Apărării, plutonierul major Bulgescu Stelian raportează că „în gara Timișoara-Nord au sosit garnituri cu luptători din Gărzile Patriotice care au coborât din trenuri, au fraternizat cu manifestanții și s-au deplasat împreună spre Piața Operei”.

## Locul Gărzilor Patriotice în ideologia oficială
În anii '80, comunismul românesc a căpătat o formă militarizată. Ilie Ceaușescu, general în Armata Română și fratele lui Nicolae Ceaușescu, a rezumat noile teze oficiale în cartea sa „Istoria militară a poporului român”. Lucrarea, transformată curând în dogmă oficială, susținea că românii au constituit întotdeauna cea mai mare armată din lume, apărându-și țara până la unul în toate încercările prin care a trecut. El a precizat în mod constant că în vremuri de restriște întreaga populație era prezentă sub arme. Practic, acesta constituia un mesaj pentru viitor, deoarece propaganda regimului propovăduia legitimitatea și continuitatea lui ca urmaș al înaintașilor patrioți ai țării. În consecință, ideologia care a stat la baza formării Gărzilor Patriotice a fost botezată doctrina militară a Luptei întregului popor.

## Organizare și rol

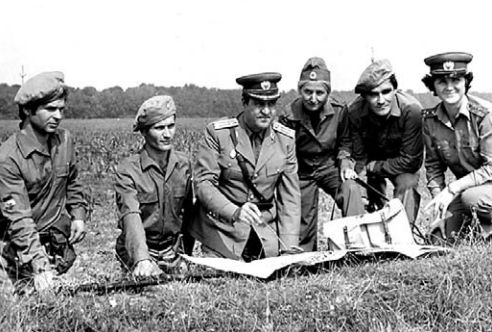
Formațiunile paramilitare erau instruite să adopte tactici de gherilă în eventualitatea unui război.

În 1989, în Gărzile Patriotice erau înrolați aproximativ 700.000 de cetățeni, atât bărbați cât și femei. Ca structură, Gărzile Patriotice colaborau strâns cu Ministerul Apărării Naționale, dar erau subordonate direct Partidului Comunist Român și Uniunii Tineretului Comunist. Bazându-se mai mult pe cetățenii obișnuiți decât pe militari profesioniști, Gărzile Patriotice serveau ca o potențială contrapondere și control față de puterea și influența forțelor armate regulate.
La sfârșitul anilor '80, Gărzile Patriotice erau organizate în companii și plutoane în fiecare județ, municipiu, oraș, sat și întreprindere industrială sau agricolă. Sub comanda prim-secretarului aparatului P.C.R. local, aceste subunități efectuau instrucție de bază și perfecționare în mânuirea armamentului ușor, a mortierelor și lansatoarelor de rachete antitanc, demolărilor și tacticilor de gherilă. În vreme de război ele erau responsabile pentru apărarea antiaeriană locală, avertizând de timpuriu împotriva atacurilor aeriene, protejând centrele populate și elementele importante ale infrastructurii naționale, și efectuând lucrările de inginerie civilă necesare pentru restabilirea producției esențiale de război după un atac militar.
Subunitățile Gărzilor Patriotice mai aveau și alte roluri: efectuarea de recunoașteri, atacarea flancurilor și ariergardei inamicului, a unităților aeropurtate și forțelor speciale inamice care ar penetra în România, precum și închegarea rezistenței împotriva forțelor de ocupație. În conformitate cu imaginea lor de trupe de gherilă, gărzile patriotice purtau uniforme simple, fără însemne sau epoleți.
Prin Decretul nr.61/25.03.1981 pentru modificarea Decretului nr.678/1969 privind regimul de pază a frontierei de stat, Consiliul de Stat al R.S.R. a introdus capitolul 2.1, cu articolele 4.1-4.5, prin care trupelor de grăniceri li se alăturau ca grupe de sprijin „subunități ale gărzilor patriotice special destinate și pregătite în acest scop, precum și grupe de sprijin ale grănicerilor constituite din detașamente de pregătire a tineretului pentru apărarea patriei”. Utilizarea Gărzilor Patriotice în sprijinul pazei frontierei de stat trebuia să fie făcută cu aprobarea președintelui consiliului local de apărare și „conform planurilor de cooperare elaborate de statele majore județene ale gărzilor patriotice și comandanții unităților de graniceri”.
Prin același decret se stipula că luptătorii Gărzilor Patriotice care se evidențiau în executarea sarcinilor de sprijin ale grănicerilor puteau fi recompensați cu premii în bani sau de altă natură de către Comandamentul Trupelor de Grăniceri. Pentru merite sau fapte deosebite aceștia puteau chiar primi distincții de stat ale Republicii Socialiste România. În decret se preciza că membrii Gărzilor Patriotice puteau fi scoși din producție doar în mod excepțional pentru a participa la misiunile de asigurare a pazei frontierei de stat, iar în acest caz ei trebuiau să fie în continuare retribuiți de „unitățile socialiste unde sunt încadrați”. De asemenea, în cazul pierderii capacității de muncă, survenită ca urmare a participării la acest fel de misiuni, luptătorii Gărzilor Patriotice beneficiau de „asistență medicală, medicamente, spitalizare și pensie, după caz”.

## Formațiuni similare
- Forțele de Apărare a Teritoriului
- Gărzile Roșii